# Beiers voetbalkampioenschap 1919/20
In 1919/20 werd het tiende Beiers voetbalkampioenschap gespeeld, dat georganiseerd werd door de Zuid-Duitse voetbalbond. Het was de eerste volwaardige competitie sinds het uitbreken van de Eerste Wereldoorlog. Van 1915 tot 1918 werden er wel enkele competities in bekervorm georganiseerd, maar van een volwaardige competitie was er geen sprake. De Beierse clubs speelden tot dan in de Ostkreisliga, deze naam werd na de oorlog niet meer gebruikt. 
De competities in Beieren werden terug opgesplitst in twee geografische groepen, zoals dit tot 1910 al het geval was. De competities bestonden ook los van elkaar en beide kampioenen mochten naar de Zuid-Duitse eindronde. 
De kampioenen werden over drie groepen verdeeld en München werd tweede in de groep Zuid achter Freiburger FC, Nürnberg werd groepswinnaar van de groep Noord en plaatste zich zo meteen voor de finale die ze met 3:0 wonnen van Ludwigshafener FC Pfalz. Hierdoor plaatste de club zich ook voor de eindronde om de landstitel. Als titelverdediger was ook SpVgg Fürth hiervoor geplaatst. Nürnberg versloeg VfB Leipzig en SC Titania 02 Stettin en plaatste zich voor de finale. Fürth versloeg VfTUR München-Gladbach en Vereinigte Breslauer Sportfreunde en plaatste zich ook voor de finale. Beide Zuid-Duitse clubs bekampten elkaar om de titel en Nürnberg won met 2:0 en haalde zo de eerste landstitel binnen. 
FC Bayern München fuseerde met TV Jahn München en speelde tot 1924 als FA Bayern im TuSpV Jahn München.

## 1. Kreisliga

### Noord-Beieren
| Plaats | Club                     | Wed. | W | G | V | Saldo | Ptn.  |
| ------ | ------------------------ | ---- | - | - | - | ----- | ----- |
| 1.     | 1. FC Nürnberg           | 18   |   |   |   | 115:6 | 36:0  |
| 2.     | SpVgg Fürth              | 18   |   |   |   | 98:13 | 30:6  |
| 3.     | FC Pfeil Nürnberg        | 18   |   |   |   | 56:23 | 27:9  |
| 4.     | VfB Nürnberg             | 18   |   |   |   | 50:38 | 22:14 |
| 5.     | FC Sportfreunde Nürnberg | 18   |   |   |   | 36:66 | 15:21 |
| 6.     | MTV Fürth                | 18   |   |   |   | 27:55 | 14:22 |
| 7.     | FC Kickers Würzburg      | 18   |   |   |   | 24:48 | 12:24 |
| 8.     | 1. FC Bamberg            | 18   |   |   |   | 24:66 | 11:25 |
| 9.     | BC Nürnberg-Sandreuth    | 18   |   |   |   | 21:43 | 10:26 |
| 10.    | 1. FC Schweinfurt 05     | 18   |   |   |   | 8:101 | 3:33  |

|  | Geplaatst voor eindronde |
|  | Degradatie               |

### Zuid-Beieren
| Plaats | Club                            | Wed. | W | G | V | Saldo | Ptn.  |
| ------ | ------------------------------- | ---- | - | - | - | ----- | ----- |
| 1.     | FA Bayern im TuSpV Jahn München | 18   |   |   |   | 72:15 | 32:4  |
| 2.     | SV 1860 München                 | 18   |   |   |   | 62:16 | 28:8  |
| 3.     | FC Wacker München               | 18   |   |   |   | 51:25 | 26:10 |
| 4.     | TV Augsburg                     | 18   |   |   |   | 41:18 | 22:14 |
| 5.     | MTV München 1879                | 18   |   |   |   | 37:33 | 19:17 |
| 6.     | MTV Ingolstadt                  | 18   |   |   |   | 25:53 | 14:22 |
| 7.     | SpVgg München                   | 18   |   |   |   | 20:35 | 13:23 |
| 8.     | FC Teutonia München             | 18   |   |   |   | 27:57 | 11:25 |
| 9.     | TV 1880 München                 | 18   |   |   |   | 13:41 | 10:26 |
| 10.    | FC Augsburg                     | 18   |   |   |   | 14:69 | 5:31  |